# 阿朗格
阿朗格（Arang），是印度恰蒂斯加尔邦Raipur县的一个城镇。总人口16593（2001年）。

## 人口
该地2001年总人口16593人，其中男性8398人，女性8195人；0—6岁人口2645人，其中男1352人，女1293人；识字率63.69%，其中男性为75.73%，女性为51.35%。